# World Checklist of Selected Plant Families
A World Checklist of Selected Plant Families (általánosan használt rövidítéssel WCSP) egy „nemzetközi kollaboratív program, mely a legfrissebb, átnézett és publikált álláspontot tartalmazza a kiválasztott növénycsaládokon belül használt tudományos nevekről és szinonimáikról,” Működéséért a Kew Gardens felel. Online elérhető, melyben a család, nemzetség és a faj nevére is lehet keresni, valamint ellenőrző listát lehet készíteni. 
A projekt a történetét a Kew egyik kutatója, Rafaël Govaerts által egy az 1990-es években létrehozott ellenőrző listájáig vezeti vissza, melyben a tölgy nemzetségébe tartozó fajok voltak felsorolva. A Global Strategy for Plant Conservation hatására a projekt kibővült. 2013. januárban 173 virágos növény család volt a listán. Az egyszikűek feldolgozásával végeztek, a többit folyamatosan adják  hozzá.
Van egy ezzel párhuzamos, ezt kiegészítő projekt, a Növénynevek Nemzetközi Katalógusa (IPNI), melyben szintén szerepet vállal Kew. A IPNI célja, hogy publikációkról adjon információt, de nem célja eldönteni, melyik az elfogadott fajnév. Az IPNI-ből nagyjából egy év késéssel automatikusan átkerülnek a fajnevek a WCSP-be. A WCSP ezen felül a The Plant List számára is egy alap adatbázis, amit Kew és a Missouri Botanical Garden készít együtt, s mely 2010-ben indult el.

## Fordítás
- Ez a szócikk részben vagy egészben  a   World Checklist of Selected Plant Families című angol Wikipédia-szócikk ezen változatának fordításán alapul.  Az eredeti cikk szerkesztőit annak laptörténete sorolja fel. Ez a jelzés csupán a megfogalmazás eredetét és a szerzői jogokat jelzi, nem szolgál a cikkben szereplő információk forrásmegjelöléseként.